# Star Marianas Air
Star Marianas Air ist eine amerikanische Regionalfluggesellschaft mit Sitz in Tinian auf den Nördlichen Marianen und Basis auf dem Flughafen Tinian.

## Geschichte
Star Marianas Air wurde 2008 gegründet und erhielt am 1. April 2009 von der FAA die Zulassung als Fluggesellschaft, um auf den Nördlichen Marianen zu operieren. Der erste Flug fand am 2. April 2009 statt. Es war eine Charterverbindung zwischen den Inseln Tinian und Saipan mit einer Piper PA-32.
2010 wurden drei weitere Piper PA-32 angeschafft und die Flotte somit von drei auf sechs Flugzeuge verdoppelt. 2013 wurde die erste von fünf Piper PA-31 erworben und der Charterflugverkehr auf die Inseln Rota und Guam aufgenommen.
Im Juni 2014 bekam die Fluggesellschaft von der FAA und dem Verkehrsministerium der Vereinigten Staaten die Erlaubnis, Linienflüge vom Flughafen Saipan zu dem Flughäfen Rota und Tinian durchzuführen. Zuvor gab es nur Charterflugverbindungen.
2016 wurde die Flotte erneut auf sieben Piper PA-32 und fünf Piper PA-31 erweitert. Außerdem werden seitdem durchschnittlich 200 Flüge am Tag durchgeführt.

## Flugziele
Star Marianas Air bietet mehrere Strecken auf den Nördlichen Marianen und nach Guam an.

## Flotte
Mit Stand Juli 2022 besteht die Flotte der Star Marianas Air aus 13 Flugzeugen:
| Flugzeugtyp     | Anzahl | bestellt | Anmerkungen | Sitzplätze |
| --------------- | ------ | -------- | ----------- | ---------- |
| Piper PA-31-350 | 05     |          |             | 8          |
| Piper PA-32-300 | 08     |          |             | 5–6        |
| Gesamt          | 13     | –        |             |            |

## Zwischenfälle
Am 6. Oktober 2013 verunglückte eine Piper PA-32-300, wobei drei Menschen starben und vier verletzt wurden.